# Phyllonorycter cytisus
Phyllonorycter cytisus là một loài bướm đêm thuộc họ Gracillariidae. Nó được tìm thấy ở Sardinia.
Ấu trùng ăn Cytisus villosus. Chúng ăn lá nơi chúng làm tổ.